# Greigia alborosea
Greigia alborosea är en gräsväxtart som först beskrevs av August Heinrich Rudolf Grisebach, och fick sitt nu gällande namn av Carl Christian Mez. Greigia alborosea ingår i släktet Greigia och familjen Bromeliaceae. Inga underarter finns listade i Catalogue of Life.